# 釣りバカ日誌19 ようこそ!鈴木建設御一行様
『釣りバカ日誌19 ようこそ!鈴木建設御一行様』（つりバカにっしじゅうく ようこそすずきけんせつごいっこうさま）は、2008年10月25日公開（ロケ地の大分県内では2008年10月18日から先行公開）の日本映画。

## 概要
映画『釣りバカ日誌シリーズ』第21作（レギュラーシリーズ第19作）。本作のみ、第1作から出演していた谷啓と、第3作から出演の加藤武が出演していない。また、三國連太郎の息子である佐藤浩市が、鈴木建設の総務部長役としてサプライズ出演している。さらに、本作の舞台である佐伯市出身の竹内力がヒロインの兄役として出演、地の大分弁で演技をしている。
1997年の『釣りバカ日誌12』以降は毎年8月から9月に劇場公開されていたが、本作は10月からの公開となっている。これは主演の西田敏行がNHKの連続テレビ小説『瞳』に準主役として出演していたためで、ドラマ収録の合間を縫っての撮影であったことと、『釣りバカ』で定着した西田のイメージを崩さないため、ドラマの放送終了を待った上での公開となっている。
なお、第1作の『釣りバカ日誌』から『釣りバカ日誌6』までと、最終作の『釣りバカ日誌20 ファイナル』は正月映画として12月の公開、それ以降の『釣りバカ日誌スペシャル』（7月公開）から『釣りバカ日誌イレブン』（2月公開）までは公開時期が一定ではない。

## あらすじ
大手ゼネコン鈴木建設を1代で育て上げた会長のスーさん。会長にはなったものの、相変わらず多忙な毎日を過ごす日々に心休まる暇がない。一方で、仕事は二の次三の次で釣りと妻子をこよなく愛する元気が取り柄のペケ社員・伝助。そんな伝助に思いもよらぬ事が襲う。その思いもよらぬ事とは、先日の健康診断において胃に異常が見つかったとの事。再検査として胃カメラを飲むように命じられるが、伝助は「絶対嫌だ！」と子供のように駄々をこねるばかりで、担当の総務部派遣社員の波子はホトホト困り果ててしまう。そんな波子の窮地を救ったのが、伝助の部下・大輔。大輔は大手製薬会社の御曹司だったが、親の七光りを嫌い、反発する形で鈴木建設に入社してきた生真面目な好青年で、スーさんも期待を抱く若手社員だった。結局、伝助は妻・みち子と波子に病院まで付き添ってもらい、渋々胃カメラを飲む事に。検査の結果、これといった異常はなく、日頃の暴飲暴食が原因による少しの胃の荒れと診断され、食生活を正すようにと医者から注意を受け検査は終了し、ホッとした伝助。
後日、会社の社員旅行で大分県に行く事になり、幹事を大分県出身の波子が務める事に。だが、ここでも伝助は釣りの事は頭から離れず、波子の兄・康平が地元の漁師だと知り、「釣りのついでに社員旅行に参加する」という何とも呆れる誓いを胸に、釣りの段取りを欠かさない伝助。一方で、大輔は波子に想いを寄せていた。旅行当日、大輔は波子の隣に座ろうとするが、大輔の気持ちなど知らない伝助によって邪魔されてしまう。伝助は大輔の苛立ちに気付かず、波子に健康診断のお礼や身の上話に花を咲かせ、やがて他の社員が観光を楽しむ中、お酒の飲み過ぎでバスの中で伸びきっていた伝助の世話まで波子は付き合わされるが、それを羨ましそうに見つめる大輔。ホテルに到着すると、伝助ら社員は温泉に入ったり宴会を楽しむのだが、宴会が嫌いな大輔はこっそりとホテルを抜け出し一人コーヒーを飲みに行こうとしていた。一方で、波子は部屋の外から実家に電話をしていたが、電話を終えたところで大輔と遭遇。結局、大輔と波子は二人でコーヒーを飲みに行くことになり、その席で波子は大輔に実家の話を打ち明ける。波子の父は、波子が高校生の時に海の事故で他界し、康平が父親代わりとして波子の面倒を見る事になるも、波子が東京の短大に進学したのを機に長らく絶縁状態となっていた。だが、鈴木建設の派遣契約ももうすぐ切れるため、これからの事を思い悩む波子。一方でもうすぐ波子に会えなくなると知りショックを隠しきれない大輔。
翌日、伝助は康平と共に釣りに出かける。佐伯湾で釣りを楽しむ二人であったが、そんな時、康平は伝助に波子に対しての気持ちを打ち明けた。結婚相手がおらずこれからも一人で生活していけるのかなど兄として妹の将来を凄く心配していたのだが、伝助の人柄を見込んだ康平は「波子の事をよろしく」と頼んだ。やがて釣りを終え、康平や親戚・近所の人々とともに宴会に招かれる伝助だった。その頃、波子は大輔にレンタカーを運転してもらい実家へ帰省したのであったが、ちょうど実家には伝助も来ており、二人を交えて共に酒宴を楽しんだのち、3人はホテルへと帰る。帰り道、伝助が後部座席で寝ている隙に大輔は波子にプロポーズする（伝助も実は寝たフリをしており、二人の邪魔にならないよう気遣い、「トイレに行く」と言って車から降りて1人ヒッチハイクでホテルへと帰った）。
旅行を終え、大輔は波子を両親に紹介し、二人の結婚も決まる。大輔は伝助にスピーチを依頼するが、結婚式当日、伝助はスピーチの原稿を誤ってトイレに流してしまう。焦った伝助だが、みち子に励まされ自信を取り戻しつつ会場で順番を待っていたが、伝助の前にスピーチをおこなった波子の上司で総務部長の本間によって、伝助が喋る筈だった内容を先に言われてしまい、頭の中が真っ白になる伝助。結局は「おめでとう」の一言しか出てこなかった。だが、康平が立ち上がり、「どんな面白いスピーチよりずっと心がこもっていた」と叫び、場の空気を読んだスーさんも大きな拍手を送り、会場がたちまち祝福ムードに包まれる。波子も結婚を祝福してくれる兄の姿に感動していた。
後日、大分の海で釣りを楽しむ伝助とスーさんであったが、「堀田君の次の社長は本間君かな？」と呟くスーさんに対し、「挨拶を奪われた」と未だに結婚式の恨みを根に持つ伝助は「本間が社長になったら俺はもう会社を辞める！」と宣言するのであった。

## キャスト
浜崎家
- 浜崎伝助（鈴木建設営業三課） - 西田敏行
- 浜崎みち子（妻） - 浅田美代子
- 浜崎鯉太郎（息子） - 持丸加賀

鈴木家
- 鈴木一之助（鈴木建設代表取締役会長） - 三國連太郎
- 鈴木久江（妻） - 奈良岡朋子

メインゲスト
- 河井波子（鈴木建設総務部厚生課・派遣社員） - 常盤貴子
- 高田大輔（鈴木建設営業三課・高田製薬御曹司） - 山本太郎

鈴木建設
- 堀田（代表取締役社長） - 鶴田忍
- 滝川（専務取締役） -  児玉謙次
- 本間（総務部長） - 佐藤浩市
- 草森（秘書課長） - 中村梅雀
- 舟木（営業三課課長） - 益岡徹
- 前原（運転手） - 笹野高史

その他
- 太田八郎（ハマちゃんの隣人） - 中本賢
- 河井康平（波子の兄） - 竹内力
- 河井悦子（波子の母） - 高田敏江
- 高田靖彦（大輔の父） - 北村総一朗
- ブライダルコーディネーター - マロン
- 胃カメラの男 - 海原はるか
- 加藤満
- 北山雅康
- 鈴木美恵
- 筒井巧
- 江本理恵
- 矢崎文也
- 大家仁志
- 曽我部あきよ
- 高橋幸子
- 牧村泉三郎
- 家門良
- 石母田史朗
- 太田佳伸
- 井上夏葉
- 古澤蓮
- 林あい
- 松井明
- 岸洋輔
- 野村耕太郎
- 大庭博光
- 堀口百代
- 竹本和正
- 安藤優哉
- 椎原克知
- 那須佐代子
- 有安多佳子
- 中川理紗
- 安田暁
- 田井弘子
- 西田美歩
- 星野ケンジ
- 山本智子
- 臨光初美
- 坂田聡
- 深江卓次
- 清水馨
- ふせえり
- 五十川ゆき

## スタッフ
- 監督 - 朝原雄三
- 製作総指揮 - 迫本淳一
- 製作 - 松本輝起
- プロデューサー - 瀬島光雄、深澤宏
- 原作 - やまさき十三（作）、北見けんいち（画）（小学館「ビッグコミックオリジナル」連載）
- 脚本 - 山田洋次、関根俊夫
- 撮影 - 近森眞史(JSC)
- 美術 - 須江大輔
- 音楽 - 信田かずお
- 照明 - 土山正人 (JSL)
- 録音 - 鈴木肇
- 編集 - 石島一秀
- スクリプター - 宮下こずゑ
- 音楽プロデューサー - 小野寺重之
- 宣伝プロデューサー - 飯田桂介
- 助監督 - 石川勝己
- 製作主任 - 村山大輔
- 製作担当 - 岩田均

## ロケ地
- ロケは2008年5月11日から大分県内各地で行われた。

## 地上波放送履歴
| 回数  | テレビ局 | 番組名             | 放送日        |
| ----- | -------- | ------------------ | ------------- |
| 初回  | TBS      | 月曜ゴールデン     | 2011年8月15日 |
| 2回目 | TBS      | 水曜プレミアシネマ | 2013年1月9日  |